# Parc naturel de Las Nieves
Ne doit pas être confondu avec Parc national de la Sierra de las Nieves.
Le parc naturel de Las Nieves, en espagnol parque natural de Las Nieves, est un parc naturel d'Espagne situé dans les îles Canaries, sur l'île de La Palma. Il couvre une partie du nord de l'île et notamment les sommets et les flancs orientaux de la caldeira de Taburiente. Il est entouré par le parc national de la Caldeira de Taburiente à l'ouest et voisin du parc naturel de Cumbre Vieja au sud.